# Abu-l-Fadl Muhàmmad ibn Ubayd-Al·lah al-Balamí
Abu-l-Fadl Muhàmmad ibn Ubayd-Al·lah al-Balamí fou visir samànida, potser ja sota Ismaïl ibn Àhmad (892-907) però només es té constància de la seva activitat sota Nasr (II) ibn Àhmad (914-943), pel que fou nomenat visir vers el 922, succeint a Abu-l-Fadl ibn Yaqub an-Naysaburí i va ocupar el càrrec fins al 937/938 en què el va substituir el fill de l'antic visir Abu Abd Allah Muhammad ibn Ahmad al-Djayhani, de nom Abu Ali Muhammad ibn Muhammad al-Djayhani.
Fou protector dels estudiosos i va tenir en especial consideració el poeta Rudagi. Va morir el 14 de novembre del 940.